# Sony Xperia Z5 Premium
O Sony Xperia Z5 Premium é um smartphone concebido e fabricado pela Sony, apresentado em 2 de setembro de 2015 na IFA 2015, juntamente com o Xperia Z5 e o Xperia Z5 Compact, e lançado pela primeira vez em 5 de novembro de 2015 em Taiwan.